# Загмата
Загмата (укр. Загмата, крымскотат. Zagmata, Загмата) — горная река Южного берега Крыма. По данным справочника «Поверхностные водные объекты Крыма», длина реки от истока до устья составляет 6,6 км, уклон достигает 155 м/км. Водосбор имеет площадь 5,6 км². Исток реки расположен в предгорьях Ай-Петри, под скалой Шишко. По описанию, сделанному В. М. Аполлосовым в 1927 году, длина реки 5,87 км, исток расположен на высоте 1126 м, средний уклон равен 192 м/км, водосборный бассейн 6,36 км², 65 % его лежит на высотах более 500 м. Загмата течёт в южном направлении, через Кореиз, санаторий «Волга», санаторий «Дюльбер» и впадает в Чёрное море к востоку от третьего корпуса дворцово-паркового комплекса «Дюльбер». В верховьях долина реки покрыта густым лесом из крымской сосны, а в нижнем течении по склонам ущелья растёт низкоствольный кустарниковый пушистый дуб. В низовьях образует естественную границу между посёлками Гаспра и Кореиз, которые соединяет мост, отреставрированный в 2015 году. Питание дождевое, снеговое, карстовое, подземное. Как и другие реки южного побережья Крыма, Загмата селеопасна. Водоохранная зона реки установлена в 50 м